# Guayaquil-Hörnchen
Das Guayaquil-Hörnchen (Sciurus stramineus) ist eine Hörnchenart aus der Gattung der Eichhörnchen (Sciurus). Es kommt nur im Südwesten Ecuadors vor.

## Merkmale
Das Guayaquil-Hörnchen erreicht eine Kopf-Rumpf-Länge von etwa 18,0 bis 32,0 Zentimetern, hinzu kommt ein etwa 25,0 bis 33,0 Zentimeter langer Schwanz. Das Gewicht beträgt etwa 460 bis 495 Gramm. Die Tiere sind farblich variabel und treten in zwei unterschiedlichen Morphen auf. Die eine Morphe besitzt ein gräulich-schwarzes und helles Rückenfell mit weißen Anteilen, das sich im Bereich der Hüften und des Schwanzansatzes zu einem blassen Orange verändert. Der Kopf, die Ohren und die Füße sind schwarz und der Bauch ist creme- bis sandfarben oder leicht rostbraun. In der zweiten Morphe ist die Rückenfärbung kohlschwarz bis weiß-gefrostet-schwarz, wodurch ein blass-grauer Agouti-Effekt entsteht. Die Hüften haben einen orangen oder sandfarbenen Einschlag. Im Nacken befindet sich ein sandbrauner Fleck, die Ohren und Füße sind schwarz und der Bauch ist gräulich. Bei beiden Morphen ist der Schwanz schwarz mit weißer Frostung.

## Verbreitung
Das Guayaquil-Hörnchen kommt nur im Südwesten Ecuadors bis zum Golf von Guayaquil im Süden vor. Die in Ecuador südlich des Golfs von Guayaquil und im nordwestlichen Peru vorkommenden Hörnchen wurden als eigenständige Art (Sciurus nebouxii) vom Guayaquil-Hörnchen abgetrennt.

## Lebensweise
Das Guayaquil-Hörnchen lebt in feuchten und immergrünen Waldgebieten sowie in trockenen tropischen Wäldern der Pazifikküste. Darüber hinaus ist es anpassungsfähig gegenüber menschlichen Lebensraumveränderungen und sowohl in Kaffeeplantage als auch in städtischen Gebieten anzutreffen und vor allem in Lima nutzen die Tiere beispielsweise Stromleitungen und andere Strukturen zum Klettern und zur Fortbewegung. Die Tiere sind tagaktiv und suchen ihre Nahrung sowohl im Geäst der Bäume als auch auf dem Boden. Sie ernähren sich von Samen, Nüssen und Früchten.
Die Nester werden als runde Kobel aus Blättern und Zweigen in den Bäumen angelegt. Die Lebensdauer eines gefangenen Exemplars betrug 7,3 Jahre.

## Systematik
Das Guayaquil-Hörnchen wird als eigenständige Art innerhalb der Gattung der Eichhörnchen (Sciurus) eingeordnet, die aus fast 30 Arten besteht. Die wissenschaftliche Erstbeschreibung stammt von Eydoux & Souleyet aus dem Jahr 1841, die die Art anhand von Individuen aus der Region Piura im Nordwesten Perus beschrieben.
Innerhalb der Art werden neben der Nominatform keine Unterarten unterschieden.

## Status, Bedrohung und Schutz
Das Guayaquil-Hörnchen wird von der International Union for Conservation of Nature and Natural Resources (IUCN) als nicht gefährdet („Least Concern“) gelistet. Begründet wird dies mit dem vergleichsweise großen Verbreitungsgebiet und den angenommenen großen Bestände, ein rapider Bestandsrückgang ist nicht bekannt. Als potenzielle Hauptgefährdungsursachen werden der Rückgang der Wälder durch Holzeinschlag und die Fragmentierung der Waldgebiete zur Umwandlung in landwirtschaftlich genutzte Flächen im Lebensraum der Art angesehen. Im Verbreitungsgebiet findet zudem eine Bejagung der Tiere statt, aufgrund ihrer Färbung werden die Tiere auch gern gefangen und als Haustiere verkauft.

## Belege
1. 1 2 3 4 5 6  Richard W. Thorington Jr., John L. Koprowski, Michael A. Steele: Squirrels of the World. Johns Hopkins University Press, Baltimore MD 2012, ISBN 978-1-4214-0469-1, S. 69–70.
2. ↑  James L. Patton, Ulyses F. J. Pardiñas und Guillermo D’Elía (Hrsg.): Mammals of South America, Volume 2 Rodents. University of Chicago Press, 2015, ISBN 978-0-226-16960-6. S. 44 u. 45.
3. ↑  Sciurus nebouxii I. Geoffroy Saint-Hilaire, 1855 in der ASM Mammal Diversity Database
4. 1 2  Sciurus stramineus In: Don E. Wilson, DeeAnn M. Reeder (Hrsg.): Mammal Species of the World. A taxonomic and geographic Reference. 2 Bände. 3. Auflage. Johns Hopkins University Press, Baltimore MD 2005, ISBN 0-8018-8221-4.
5. 1 2  Sciurus stramineus in der Roten Liste gefährdeter Arten der IUCN 2015.3. Eingestellt von: J.W. Duckworth, J. Koprowski, 2008. Abgerufen am 16. November 2015.